# Bad Reputation
"Bad Reputation" er en rocksang af Joan Jett og først udgivet på hendes debutalbum med titlen Joan Jett i 1980.
Den var temaetsangen til det kortlivede anmelderroste tv-show Freaks and Geeks, samt hitshowet American Chopper. Den var også med i musikvideospilene Rock Band 2, Rock Band til iPhone OS, Rock Revolution og Band Hero som en spilbar bane. Den har været optrådt i film som Shrek, 10 Things I Hate About You, Baby Mama, Bad News Bears og Kick-Ass. Det bruges også som temasang til internetspillet Pat the NES Punk. 
I 2009 blev den kåret til den 29. bedste hardrocksang gennem alle tider af VH1 og var den højeste rangerede sang af en kvinde på listen.